# Opération Jours de pénitence
Conflit israélo-arabe
Batailles
- Émeutes de Jérusalem (1920)
- Émeutes de Jaffa (1921)
- Massacre d'Hébron (1929)
- Grande Révolte arabe (1936-1939)
- Guerre civile (1947-1948)

- Guerre israélo-arabe de 1948
- Guerre israélo-arabe (1948-1949)
- Guerre des Six Jours (1967)
- Opération Colère de Dieu (1972-1992)

- Crise du canal de Suez (1956-1957)
- Guerre d'usure (1967-1970)
- Guerre du Kippour (1973)
- Attaque contre un poste-frontière (2012)

- Première guerre du Liban (1975-1990)
- Opération Litani (1978)
- Intervention militaire israélienne au Liban (1982)
- Opération Raisins de la colère (1996)
- Deuxième guerre du Liban (2006)

- Première intifada (1987-1993)
- Seconde intifada (2000-2005)
- Opération Arc-en-ciel (2004)
- Opération Jours de pénitence (2004)
- Opération Pluies d'été (2006)
- Blocus de la bande de Gaza (2007-)
- Guerre de Gaza (2008-2009)
- Abordage de la flottille pour Gaza (2010)
- Confrontation israélo-palestinienne (2011)
- Opération Pilier de défense (2012)
- Guerre de Gaza (2014)
- Regain de violence (2015-2017)
- Marche du retour (2018-2019)
- Crise israélo-palestinienne (2021)
- Guerre entre Israël et le Hamas (2023)

- Massacre de Munich (1972)
- Massacre de Sabra et Chatila (1982)

L'opération Jours de pénitence (en hébreu : מבצע ימי תשובה) est le nom d'une opération militaire israélienne menée par Tsahal dans le nord de la Bande de Gaza, du 30 septembre au 16 octobre 2004.

## Contexte
L'opération se déroula principalement dans les villes de Beit Hanoun/Beit Lahia et dans le camp de réfugiés palestiniens de Jabaliya, qui étaient utilisés comme bases de lancement de roquettes Qassam et de mortiers vers la ville israélienne de Sderot et vers les implantations juives dans la Bande de Gaza. L'opération suivit la mort de deux enfants dans la ville de Sderot, à la suite d'une de ces explosions.

## Bilan humain
L'opération entraina le décès de 104 à 133 palestiniens (à la date du 12 octobre 2004, 115 palestiniens tués dont 29 enfants selon, le Centre pour les Droits de l'Homme Al Mezan) et de 5 Israéliens (deux soldats et trois civils). Des centaines de bâtiments ont été détruits ou endommagés au cours de l'opération. Selon les autorités militaires israéliennes, la plupart des 77 maisons démolies étaient utilisées par les activistes palestiniens pour les lancements de roquettes et de mortiers.

## Accusations israéliennes contre l'UNRWA
Au cours des réunions du Conseil de Sécurité des Nations unies, Israël accusa la United Nations Relief and Welfare Agency (UNRWA) de complicité dans les attaques palestiniennes en permettant l'usage de ses véhicules pour transporter des roquettes. Une vidéo fut diffusée pour montrer le chargement de roquettes dans une ambulance de l'UNRWA. L'Agence rejeta ces accusations comme infondées et mettant en danger ses ambulances et demanda des excuses, indiquant que l'objet transporté était une civière. Le 6 octobre, Israël retira son accusation (Reuters). Cet épisode fait suite à d'autres controverses entre les autorités israéliennes et l'un des dirigeants de l'Agence, Peter Hansen.

## Fin de l'opération
Les États-Unis imposèrent leur véto à la résolution proposée le 5 octobre par l'ONU pour condamner l'action israélienne, car elle ne mentionnait pas les « actions terroristes contre des Israéliens ».
L'armée israélienne se retira des zones habitées autour du 17 octobre et se redéploya à proximité, considérant l'opération comme un succès , mais se réservant la possibilité de retourner dans les villes palestiniennes si les tirs de roquettes se poursuivaient .
Le Hamas, par son porte-parole Ismaël Haniyeh, se réjouit du retrait israélien et le considéra comme une victoire de la « résistance et de la fermeté du peuple palestinien ».